# Edith Alleyne Sinnotte
Pour les articles homonymes, voir Alleyne.
Edith Alleyne Sinnotte, née en 1871 à Liverpool (Grande-Bretagne) et morte le 15 novembre 1947 à Balwyn (Victoria, Australie), est une écrivaine australienne d'origine britannique. Elle est connue pour être la première romancière en espéranto.

## Biographie
Edith Alleyne Sinnotte naît en 1871 à Liverpool de Walter Powell Sinnotte and Isabella Baylis. Elle apprend l’espéranto au Royaume-Uni avant d'émigrer à Melbourne (Australie) en 1894. En décembre 1930 elle se marie à William Henry Mumford à la Holy Trinity Church, à Melbourne.
Elle est membre de l'Association britannique d'espéranto et présidente de la branche Mont Albert de la Société d'espéranto. En 1918, son roman Lilio est publié à Londres par l'Association britannique d'espéranto. C'est le premier roman espéranto écrit par une femme.
Edith Alleyne Sinnotte meurt soudainement le 15 novembre 1947 chez elle à Balwyn (en), ville de Boroondara, et est incinérée,.

## Livre
- 1918 : Lilio[5]